# 乌特·哈塞
乌特·哈塞（德語：Ute Hasse，1963年9月16日—），德国女子游泳运动员，主攻蛙泳。她曾代表西德参加1984年夏季奥林匹克运动会游泳比赛，获得女子4×100米混合泳接力银牌。